# Lettiske SSR
Den Lettiske Socialistiske Sovjetrepublik (Lettiske SSR; lettisk: Latvijas Padomju Sociālistiskā Republika; russisk: Латвийская Советская Социалистическая Республика) var en unionsrepublik i Sovjetunionen i årene 1940 til 1991.
Den etableredes den 21. juli 1940 som en marionetstat under 2. verdenskrig på området af den tidligere selvstændige republik Letland, efter at den var blevet besat af den Røde Hær den 17. juni 1940 i overensstemmelse med bestemmelserne af den 23. august 1939 i Molotov-Ribbentrop-pagten. Lettiske SSR blev formelt tilknyttet Sovjetunionen den 5. august 1940, da det nominelt blev den 15. konstituerende republik i Sovjetunionen. Området blev efterfølgende erobret af Nazi-Tyskland i 1941, inden det blev generobret af Sovjet i 1944–45. Det første frit valgte parlament i Lettiske SSR vedtog suveræniteterklæringen "Om genoprettelsen af Republikken Letlands uafhængighed" (Par Latvijas Republikas neatkarības atjaunošanu) den 4. maj 1990, og omdøbte Lettiske SSR til Republikken Letland. Letlands fulde uafhængighed blev en kendsgerning den 21. august 1991.

## Letland omdannes til sovjetrepublik
Den selvstændige republik Letland blev besat den 17. juni 1940 af sovjetiske tropper, den 21. juli blev landet omdannet til Lettiske Socialistiske Sovjet-Republik. Lettiske SSR blev formelt annekteret af Sovjetunionen og optaget som dens 15. unionsrepublik formelt den 23. august samme år. Disse begivenheder var en følge af Molotov-Ribbentrop-pagten fra 1939, hvori Letland blev tildelt den sovjetiske interessesfære. Den 22. juni 1941 udbrød krig mellem Nazi-Tyskland og Sovjetunionen, hvorefter Lettiske SSR blev besat af tyskerne. Landet blev derefter en del af Reichskommissariat Ostland, navnet for Estland, Letland, Litauen og en del af Hviderusland under tysk besættelse 1941–1944. Under den tyske tid forsvandt størstedelen af Letlands jødiske befolkning mens en del letter meldte sig ind i SS for at bekæmpe Sovjetunionen. I løbet af 1944 fordrev sovjetiske styrker tyskerne fra det meste af landet (bortset fra det nordvestlige Kurland, som tyskerne holdt besat lige til krigsafslutningen) og genetablerede Lettiske SSR.
Efter krigens afslutning fortsatte en antisovjetisk guerilla at kæmpe mod besættelsesmagten ved at skyde vagter, tropper og partifunktionærer. Guerillaen menes at have omfattet mellem 5.000 og 15.000 medlemmer og var mest aktiv i årene 1945–1947.
Omtrent 5.000 letter flygtede til Sverige. Den svenske regering forbød politisk virksomhed, censurerede deres aviser og udleverede 150 internerede lettiske soldater til Sovjetunionen. De internerede kunne forvente at blive straffet for landsforræderi (mod Sovjetunionen), hvis de blev sendt tilbage. Den svenske udenrigsminister Östen Undén hævdede flere gange, at Sovjetunionen var en retsstat og at balternes frygt var uberettiget. Den såkaldte baltutlämningen blev gennemført den 25. januar 1946.
I Letland udvidede besættelsesmyndighederne deres undertrykkelse ved at den 20.–30. marts 1949 deportere omkring 50.000 indbyggere, især smålandbrugere. På denne måde fremmedes tillige omdannelsen af landbruget til et kollektivlandbrug. Resultatet blev en dramatisk nedgang i landbrugsproduktionen. Man gennemførte tillige en kraftig satsning på industriel produktion. For at sikre tilstrækkelig arbejdskraft importeredes arbejdskraft fra Russiske SFSR og andre dele af Sovjetunionen.
Efter Stalins død den 5. marts 1953 kunne letter begynde at få indflydelse i det lettiske kommunistparti. Sekretæren i Letlands kommunistparti Eduards Berklavs ønskede i nogen udstrækning at bremse russificeringen af Letland, begrænse den russiske indvandring, kræve et mindstemål af kundskab i lettisk sprog af embedsmænd og forhindre, at lettiske unge blev spredt over hele Sovjetunionen. I 1959 blev han imidlertid anklaget for nationalisme og provestlig holdning og afsat.
Berklavs blev erstattet af Moskvas lakaj, ruslandsletten Arvīds Pelše, som tidligt havde krævet kollektivisering af jordbruget og deportation af "klassefiender". Han sikrede, at industrialiseringen fortsatte, blandt andet med en stor kemisk industri, og at russisk indvandring blev fremmet. Ifølge visse oplysninger ønskede han, at hovedstaden Riga skulle bytte navn till "Gagaringrad". Enorme naturværdier blev ødelagt permanent, da et vandkraftværk blev bygget i floden Dvinas dalgang.
Kommunistpartiet var det eneste tilladte politiske parti i Lettiske SSR.

## Kommunismen falder og Lettiske SSR bliver til Letland
Efter Mikhail Gorbatjovs magtovertagelse i Sovjetunionen fik Lettiske SSR større autonomi i slutningen af 1980-erne. Et udtryk for dette var blandt andet, at man fik lov til at bruge det flag, som Letland havde haft som nationalflag i mellemkrigstiden i 1988; 1990 blev dette flag endog officielt flag for Lettiske SSR. Kommunistpartiet mistede i 1989/1990 sit magtmonopol, og den 4. maj 1990 skiftede Lettiske SSR navn til Letland.
Ved de demokratiske valg i marts 1990 fik selvstændighedsbevægelsen 2/3 af stemmerne. De sovjetiske myndigheder og det sovjetiske militær forsøgte efterfølgende at vælte den nye demokratiske lettiske ledelse. Dette mislykkedes. Ved en folkeafstemning den 3. marts 1991 stemte 73 % af befolkningen for selvstændighed. Der efter blev den selvstændige Republik Letland genetableret den 21. august. Letland blev officielt anerkendt af Sovjetunionen den 6. september samme år.